# سفارت اندونزی در کاراکاس
سفارت اندونزی در کاراکاس (به اسپانیایی: Embassy of Indonesia) یک منطقهٔ مسکونی و نمایندگی سیاسی این کشور در ونزوئلا است که در Baruta واقع شده‌است.